# قلاتوییه تنگ صالحی
قلاتوییه تنگ صالحی، روستایی از توابع بخش مرکزی شهرستان حاجی‌آباد در استان هرمزگان ایران است.
دهیار=ایمان بهرامی
محصولات کشاورزی=[خرمای پیارم][خرمای شاهانی]
افراد سرشناس=[نادعلی بهرامی][شاهین بهرامی][کلبعلی بهرامی]

## جمعیت
این روستا در دهستان درآگاه قرار دارد و براساس سرشماری مرکز آمار ایران در سال ۱۳۸۵، جمعیت آن ۴۰ نفر (۹خانوار) بوده‌است.